# Mike Clark (ciclista)
Mike Clark (28 de septiembre de 1987) es un deportista estadounidense que compitió en ciclismo en la modalidad de BMX estilo libre. Consiguió una medalla de plata en los X Games.

## Medallero internacional
| \| X Games de Verano \| X Games de Verano \| X Games de Verano \| X Games de Verano \| \| Año \| Lugar \| Medalla \| Prueba \| \| ----------------- \| ----------------------- \| ----------------- \| ----------------- \| \| 2015 \| Austin (Estados Unidos) \| Medalla de plata \| Dirt \| |                         |                  |        |
| X Games de Verano |                         |                  |        |
| Año | Lugar                   | Medalla          | Prueba |
| 2015 | Austin (Estados Unidos) | Medalla de plata | Dirt   |